# Batalla de Ortiz
La batalla de Ortiz fue un enfrentamiento armado sucedido durante la Guerra de Independencia de Venezuela a inicios de 1818. Los independentistas al mando de Simón Bolívar asediaron la plaza, que fue evacuada secretamente por los realistas cuando este la abandonó al no poder tomarla.